# .km
‎.km‏ دامنه اینترنتی اختصاص داده شده به مجمع‌الجزایر قمر یا به عبارتی همان کومور است.